# Kościół Wniebowzięcia Najświętszej Maryi Panny w Waniewie
Kościół Wniebowzięcia Najświętszej Maryi Panny w Waniewie (powiat wysokomazowiecki) – rzymskokatolicki kościół położony w dekanacie Łapy w diecezji łomżyńskiej, znajdujący się w Waniewie.

## Historia kościoła
- Pierwszy, znany z dokumentów, być może parafialny kościół, najprawdopodobniej pw. św. Anny istniał w wieku XV.

- W roku 1511 Mikołaj Radziwiłł jako wojewoda wileński ufundował i uposażył kościół pw. Wniebowzięcia NMP., oraz św. św. Katarzyny, Barbary, Doroty, Mikołaja i Marcina.
- Sufragan łucki Stanisław Łoza w roku 1639 konsekrował zapewne kolejny kościół drewniany. Staraniem proboszcza Andrzeja Błockiego, kanonika łuckiego w roku 167] nastąpiło odnowienie erekcji kościoła spowodowane obrabowaniem go w czasie wojen szwedzkich.
- W 1798 położono fundamenty pod nowy kościół murowany z zapisu Orsettich. Budowy nie ukończono.
- W roku 1846 przeprowadzono generalny remont starego kościoła drewnianego[3].
- Obecny kościół murowany pw. Wniebowzięcia NMP w stylu neoromańskim ukończono w 1887 staraniem ks. proboszcza A. Piekarskiego.
- W czasie ostatniej wojny, dokładnie w 1944, kościół został zniszczony w 90%.
- Do 1950 kościół został odbudowany staraniem ks. proboszcza Pawła Gąsowskiego.
- 24 września 1950 pobłogosławiony przez biskupa pomocniczego Czesława Rydzewskiego.
- Kościół został odnowiony i przygotowany do konsekracji przez ks. proboszcza Stanisława Skarżyńskiego; konsekrowany 25 czerwca 1989 przez biskupa łomżyńskiego Juliusza Paetza.
- W latach 1999–2000 staraniem ks. proboszcza Jerzego Dembińskiego zostały wykonane nowe organy piszczałkowe i uporządkowano otoczenie kościoła[2].

## Architektura kościoła

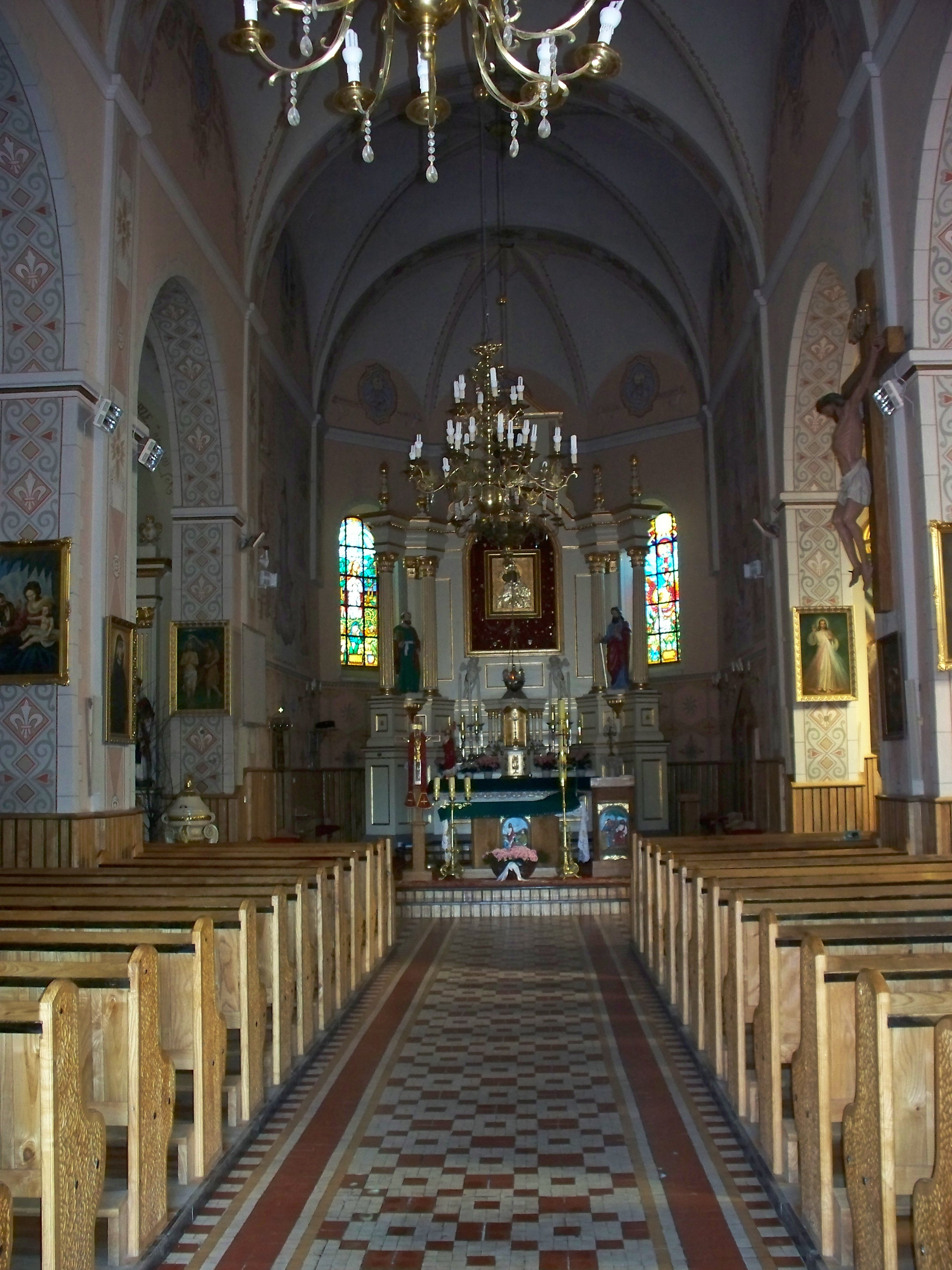
Wnętrze świątyni

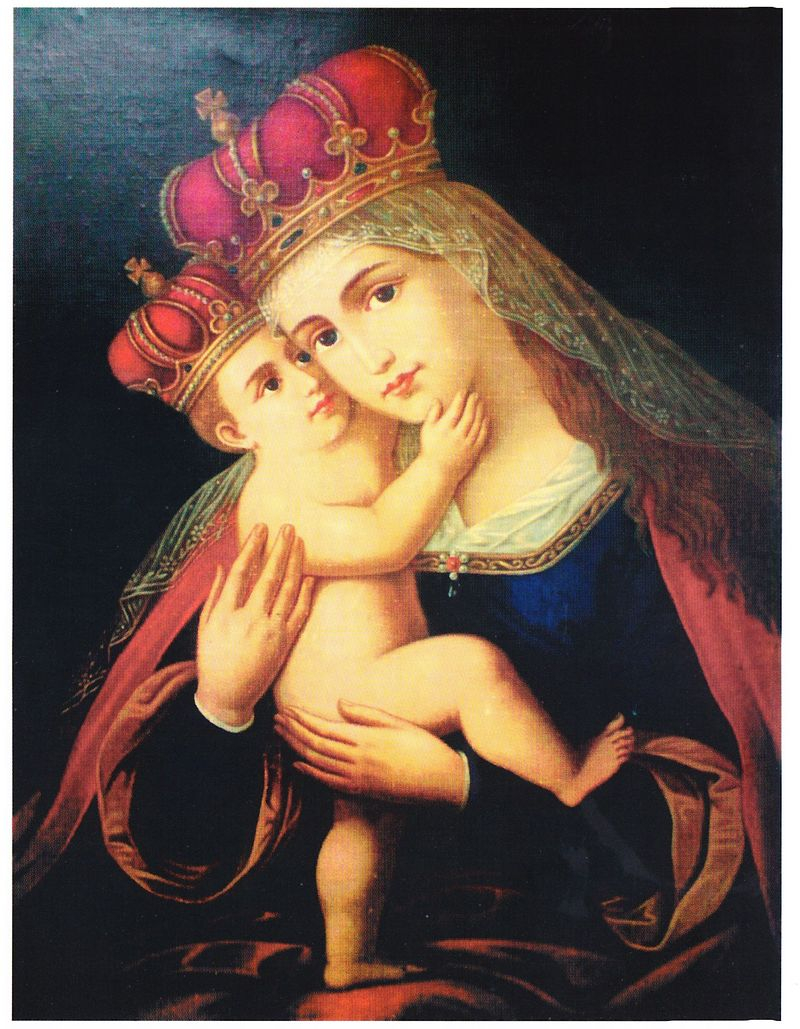
Kopia dawnego Obrazu Matki Boskiej Waniewskiej

Kościół jest trójnawowy. Na frontonie znajduje się nisza a w niej figura Matki Boskiej Niepokalanej.
W kościele są trzy drewniane ołtarze:
W ołtarzu głównym znajduje się obraz Matki Boskiej z 1968, na zasłonie jest obraz św. Anny a w zwieńczeniu obraz św. Józefa. Po bokach stoją figury św. Piotra i św. Pawła.
W lewym ołtarzu bocznym znajduje się obraz św. Mikołaja z 1896, a w prawym – obraz św. Antoniego.
Do zabytkowego wyposażenia należą ponadto: kielich i krucyfiks (XVII w.), relikwiarz Krzyża Świętego (XVIII w.), kielich, chrzcielnica, krzyż ołtarzowy, lichtarze i obrazy Chrystusa Ukrzyżowanego w zakrystii (XIX w.) oraz marmurowe epitafium Romana Roztworowskiego (pocz. XX w.).

### Wymiary kościoła
- długość: 30 m
- szerokość: 20 m
- wysokość do sklepienia: 11,4 m

W pobliżu kościoła znajdują się:
- dzwonnica w stylu neoromańskim (ok. 1880), z cegły, otynkowana, jednokondygnacyjna, na planie kwadratu, wysoka na 17 m,
- krzyż metalowy z figurą Pana Jezusa (1987),
- grota (1988).